# Viola Wills
Viola Wills, född Viola Mae Wilkerson 30 december 1939 i Los Angeles, Kalifornien, död 6 maj 2009 i Phoenix, Arizona, var en amerikansk popsångerska. Hon är kanske mest känd för hitlåten "Gonna Get Along Without You Now" från 1979.